# Georg Albano von Jacobi
Pour les articles homonymes, voir Jacobi.
Georg Albano Jacobi, depuis 1861 von Jacobi, (né le 4 septembre 1805 à Pempelfort et mort le 2 novembre 1874 à Berlin) est un général d'infanterie prussien, écrivain militaire, botaniste. Son abréviation officielle d'auteur botanique est « Jacobi ».

## Biographie

### Origine
Il est le fils de Georg Arnold Jacobi (de) (1768-1845) et de son épouse Marie Luise, née Brinckmann (1776-1845). Son père est conseiller privé et directeur général du génie agricole et hydraulique. Son grand-père est le philosophe et écrivain Friedrich Heinrich Jacobi.

### Carrière militaire
Jacobi étudie aux lycées de Hamm, Soest et Düsseldorf. Le 21 août 1822, il rejoint le 8e régiment d'artillerie de campagne de l'armée prussienne. Puis en 1827, il devient sous-lieutenant dans la brigade d'artillerie de la Garde. Son espoir d'aller à l'École générale de guerre ne se réalise pas. Par conséquent, il décide d'écrire sur l'artillerie. Son ouvrage SUeber den Zustand der europäischen Feldartillerien (Mayence 1835-43) est traduit dans de nombreuses langues.
Pendant la révolution de Bade, il est avec les troupes prussiennes. Il est adjudant du Generalleutnant Wilhelm von Scharnhorst, qui commande l'artillerie de l'armée opérationnelle sur le Rhin. Lors de la guerre austro-prussienne de 1866, il commande l'artillerie de la 2e armée, sous les ordres du prince héritier Frédéric, en Bohême. Il devient plus tard l'inspecteur de la première inspection d'artillerie à Posen. Pour des raisons de santé, il ne participe pas à la guerre franco-prussienne de 1870/71, mais prend congé. Il meurt à Berlin en 1874.
Outre son travail militaire, il est considéré comme l'un des plus grands connaisseurs d'agave du XIXe siècle. Il est l'auteur de 84 premières descriptions.

### Famille
Il se marie avec Ernestine Karoline Elisabeth von Bohlen (né le 8 mai 1820 à Bohlendorf et mort le 30 janvier 1899 à Berlin) Le général Albano von Jacobi est son fils.

## Travaux
- Beschreibung des gegenwärtigen Zustandes der europäischen Feld-Artillerie. 1835.
- Englische Feld-Artillerie. 1835. (Digitalisat)
- Niederländische Feld-Artillerie. 1836. (Digitalisat)
- Französische Feld-Artillerie. 1837. (Digitalisat)
- Württembergische Feld-Artillerie. 1837. (Digitalisat)
- Grossherzoglich Hessische. 1838. (Digitalisat)
- Nassauische Feld-Artillerie. (Digitalisat)
- königlich Schwedische Feld-Artillerie. 1840. (Digitalisat)
- königlich bayerische Feld-Artillerie.
- k.u.K österreichische Feld-Artillerie.
  - Teil 1, (Digitalisat)
  - Teil 2.
- Versuch zu einer systematischen Ordnung der Agaveen. 1864.
- Nachtrag [und zweiter Nachträge] zu dem Versuch einer systematischen Ordnung der Agaven. 1867, (Digitalisat) in Abhandlungen der Schlesischen Gesellschaft für vaterländische Cultur